# 6052 Дзюніті
6052 Дзюніті (6052 Junichi) — астероїд головного поясу, відкритий 9 лютого 1992 року.
Тіссеранів параметр щодо Юпітера — 3,069.